# Sergio Cervato
Sergio Cervato (Carmignano di Brenta, Provincia de Padua, Italia, 22 de marzo de 1929 - Florencia, Provincia de Florencia, Italia, 9 de octubre de 2005) fue un futbolista y director técnico italiano. Se desempeñaba en la posición de defensa.

## Selección nacional
Fue internacional con la selección de fútbol de Italia en 28 ocasiones y marcó 4 goles. Debutó el 8 de abril de 1951, en un encuentro amistoso ante la selección de Portugal que finalizó con marcador de 4-1 a favor de los italianos.

### Participaciones en Copas del Mundo
| Mundial                        | Sede  | Resultado    |
| ------------------------------ | ----- | ------------ |
| Copa Mundial de Fútbol de 1954 | Suiza | Primera fase |

## Clubes

### Como futbolista
| Club                | País   | Año         |
| ------------------- | ------ | ----------- |
| F. C. Bolzano       | Italia | 1947 - 1948 |
| A. C. F. Fiorentina | Italia | 1948 - 1959 |
| Juventus F. C.      | Italia | 1959 - 1961 |
| Ars et Labor        | Italia | 1961 - 1965 |

### Como entrenador
| Club           | País   | Año         |
| -------------- | ------ | ----------- |
| Pescara Calcio | Italia | 1966 - 1967 |
| Fortis Trani   | Italia | 1967 - 1968 |
| Empoli F. C.   | Italia | 1968 - 1970 |

## Palmarés

### Como futbolista

#### Campeonatos nacionales
| Título      | Club                | País   | Año     |
| ----------- | ------------------- | ------ | ------- |
| Serie A     | A. C. F. Fiorentina | Italia | 1955-56 |
| Serie A     | Juventus F. C.      | Italia | 1959-60 |
| Copa Italia | Juventus F. C.      | Italia | 1959-60 |
| Serie A     | Juventus F. C.      | Italia | 1960-61 |